# Det är hos mig han har varit
Det är hos mig han har varit är en svensk dramafilm från 1963 i regi av Arne Mattsson efter manus av Elsa Prawitz.

## Handling
Li och Hans är arbetskamrater på en reklambyrå. Trots att Hans är gift inleder de ett förhållande. Li hoppas att Hans ska berätta allt för sin fru och lämna henne för Li. Men Hans har svårt att bestämma sig ...

## Om filmen
Filmen premiärvisades den 4 februari 1963 på biograf Sergel-teatern i Stockholm. Som förlaga har man Eva Seebergs roman Det er meg han har vært hos, som utkom i Norge 1952. Den utkom på svenska 1953 med titeln Det är hos mig han har varit.

## Rollista i urval
- Elsa Prawitz – Li Berg, reklamtecknare
- Per Oscarsson – Hans Treve, reklamtecknare
- Hans Wahlgren – Rolf
- Karl-Arne Holmsten – direktör Lindgren
- Inga Landgré – Greta Treve
- Britta Pettersson – Rolfs fästmö
- Olof Thunberg – en bekant till Hans
- Marianne Karlbeck – en dam i hans sällskap
- Erik Hell – den berusade mannen
- Curt Ericson – en polisman
- Britt Ekland – arbetskamrat till Li Berg
- Jessie Flaws – arbetskamrat till Li Berg
- Annicka Kronberg – arbetskamrat till Li Berg
- Tor Borong – kontorsvaktmästare
- Liane Linden – restauranggäst
- Maritta Marke – restauranggäst
- Gerd Widestedt – restauranggäst